# Thomisus hui
Espèce
Thomisus hui est une espèce d'araignées aranéomorphes de la famille des Thomisidae.

## Distribution
Cette espèce est endémique du Shandong en Chine,.

## Publication originale
- Song & Zhu, 1995 : On new species of the family Thomisidae (Araneae) from China. Acta Arachnologica Sinica, vol. 4, p. 116-124.